# Epiplema becki
Epiplema becki är en fjärilsart som beskrevs av Hayes 1975. Epiplema becki ingår i släktet Epiplema och familjen Uraniidae. Inga underarter finns listade i Catalogue of Life.